# رينية بلانجر
رينية بلانجر (12 سبتمبر 1962- ) عداءة مسافات من كندا. شاركت في الألعاب الأولمبية الصيفية 1988.

## روابط خارجية
- رينية بلانجر على موقع الاتحاد الدولي لألعاب القوى (الإنجليزية)
- رينية بلانجر على موقع اللجنة الأولمبية الدولية (الإنجليزية)
- رينية بلانجر على موقع أوليمبيديا (الإنجليزية)
- رينية بلانجر على موقع اللجنة الأولمبية الكندية (الإنجليزية)